# Teorin om självkontroll
Teorin om självkontroll eller självkontrollteorin (engelska: Self-control theory) är framväxt ur teorin om sociala band och har utvecklats i ett samarbete mellan kriminologerna Travis Hirschi och Michael R. Gottfredson. Teorin om självkontroll tillhör kategorin kontrollteorier och presenteras i boken A General Theory of Crime (svenska: En allmän teori om brottslighet).

## Självkontroll
Teori om självkontroll presenterades 1990 i boken A General Theory of Crime och tillhör gruppen kriminologiska teorier som gör anspråk på att förklara brottsligheten i sin helhet.
Hirschi och Gottfredson anslår en delvis ny teoretisk ansats än den i teorin om sociala band. Författarna utgår ifrån två antaganden: Det första är väldigt likt utgångspunkten i sociala band-teorin; individen är i sin beteendestruktur vägledd av en överordnad begärsorienterad princip, att skapa högsta möjliga tillfredsställelse av sina behov till minsta möjliga kostnad/pina. Det andra utgår som konsekvens ifrån ett instrumentellt antagande om att individen är kalkylerande och rationell som ständigt värderar vinster, upptäcktsrisker, sanktioner av lagligt kontra brottsligt beteende. Idén bakom teorin är att låg självkontroll är det som leder människor i kriminalitet. Människor med låg självkontroll antas vara impulsiva, känslolösa och risktagande, styrda av en beteendestruktur med ett överordnat behov av omedelbar tillfredsställelse. Dessa personer lever ofta utsvävande liv med många avvikande och antisociala beteenden, såsom omfattande rökning, stort alkoholintag, drogmissbruk, spelmissbruk och sexuell promiskuitet. Personlighetsdragen antas vara varaktiga över en hel livscykel.
Graden av självkontroll är enligt Hirschi och Gottfredson den enskilt mest avgörande faktorn vad gäller brottslighet. Har individen en låg självkontroll finns en kausal relation till hög brottslighet. Orsakerna till den låga självkontrollen kan variera men det centrala är bristfällig uppfostran och andra störningar tidigt i livet. Även psykologiska och biologiska förklaringsgrunder ryms inom ramen för självkontrolltanken, såsom lågaktivt serotonergt system och psykopati.
Skillnaden mellan den laglige och förövaren är graden av egenkontroll/självkontroll hos individen. Socialisering och social inlärning anses skapa självkontroll och minskar benägenheten att ägna sig åt beteenden som kan betraktas som antisociala.

## Kritik
Teorin har mött omfattande kritik och den främsta är mot teorins allmänna karaktär, att författarna försöker genom en teori förklara all brottslighet. Kriminologen Jerzy Sarnecki skriver: Man kan med fog hävda att den sortens teorier antingen inte klarar av att verkligen förklara allt de avser att förklara eller att de ger ytterst självklara, alternativt tautologiska, förklaringar till det studerade fenomenet. Sarnecki menar att cirkelresonemang går att hitta i deras teori: [det går inte alltid] att skilja den beroende variabeln brottslighet från den oberoende variabeln självkontroll.
I studier genomförda av sociologen Robert J. Sampson och kriminologen John H. Laub visar att teorins påstående om ett stabilt brottsligt beteende över livscykeln inte har empiriskt stöd, eftersom beteendet påverkas av händelser och förändringar i individens liv som i sin tur påverkar den kriminella karriären. Kriminologen Ronald L. Akers har hävdat att Gottfredsons och Hirschis teori har en stor inbyggd svaghet i och med att författarna inte definierade självkontroll och utvecklingen av ett kriminiellt beteende separat; genom att inte medvetet och separat operationalisera egenskapen självkontroll och det kriminella beteendet eller olagliga handlingar, antyder det att fenomenet låg självkontroll och benägenheten för kriminellt beteende är två sidor av samma mynt.